# Helmstedt
Helmstedt, város Németországban, Alsó-Szászországban.

## Fekvése
Braunschweig közelében fekvő település az egykori Német Szövetségi Köztársaság és a Német Demokratikus Köztársaság határán. A legközelebbi városok Braunschweig (mintegy 36 mérföldre nyugatra), Wolfsburg (mintegy 30 km-re északnyugatra) és Magdeburg (mintegy 45 km-re keletre).

## Története
A mai Helmstedt négy kerületből áll. A régi városból és az újonnan, elsősorban a második világháború után hozzá csatolt környező településekből.
A város és környéke már a neolitikum idején lakott volt, ezt a környék gazdag régészeti lelőhelyei is bizonyítják. Az egykor itt élt emberek halottaikat megalitikus sírokba temették el (Süpplingenburg). Helmstedtről nyugatra pedig a 4. évezredből való un. Lubbe kövek kerültek napvilágra.
Nevét 952-ben, I. Ottó király idején említették először.  1247-ben már említették városi jogait is. A 16. században pedig már jelentős település volt. Mivel itt vezettek keresztül a só- és gabonakereskedelem legfontosabb útvonalai, a Welf hercegi család is székhelyévé választotta, majd a 15- 16. században a Hanza városok szövetségének is tagja lett.
Ludgeri, Münster első püspöke, megalapította Helmstedt közelében a Szent Ludgeri bencés kolostort.
A német trónviszály alatt az 1199-1200-as években a település szinte teljesen megsemmisült.

## Az Academia Julia Egyetem
Az Academia Julia Egyetemet a Welf hercegi család egyik tagja Julius herceg alapította 1576 október 15-én, protestáns tartományi egyetemként; fia, Heinrich Julius volt az első rektora. Az egyetem 1576-1810 között volt a városban. Az egyetemen olyan tudósok tanultak, mint a humanista Georg Calixtus, a polihisztor Hermann Conring, vagy a híres olasz Giordano Bruno, kinek később élete Rómában ért véget a máglyán.
Az egyetem szinte 234 éven keresztül befolyással volt a város fejlődésére.  A "francia időszakban", 1810-ben azonban az egyetemet Göttingenbe kellett telepíteni.

## Gazdaság
- Külszíni lignitfejtés. 1874-ben helyezték üzembe az első lignitbányát "Trendelbusch". 1973-tól a város déli részén fekvő külszíni bánya biztosította a lignit termelést.
- Erőmű

## Nevezetességek
- Főtér (Markplatz)
- Académia Julia Egyetem - 16. század végi reneszánsz stílusú épület. Az Académia Juliát a Welf hercegi család egyik tagja, Julius alapította 1576-ban protestáns tartományi egyetemként. 1810-ben azonban, a Napóleoni háborúk idején Göttingenbe kellett áttelepíteni.